# Chaïm Potok
Pour les articles homonymes, voir Potok.
Chaïm Potok, à l'état-civil Herman Harold Potok, est un romancier américain et un rabbin né à Buffalo le 17 février 1929 et mort à Merion (en) le 23 juillet 2002.
Il est l'auteur de L'Élu (1967), Je m'appelle Asher Lev (1972), Livre des lumières (en) (1981) et de Le Docteur Rubinov (2001).

## Biographie

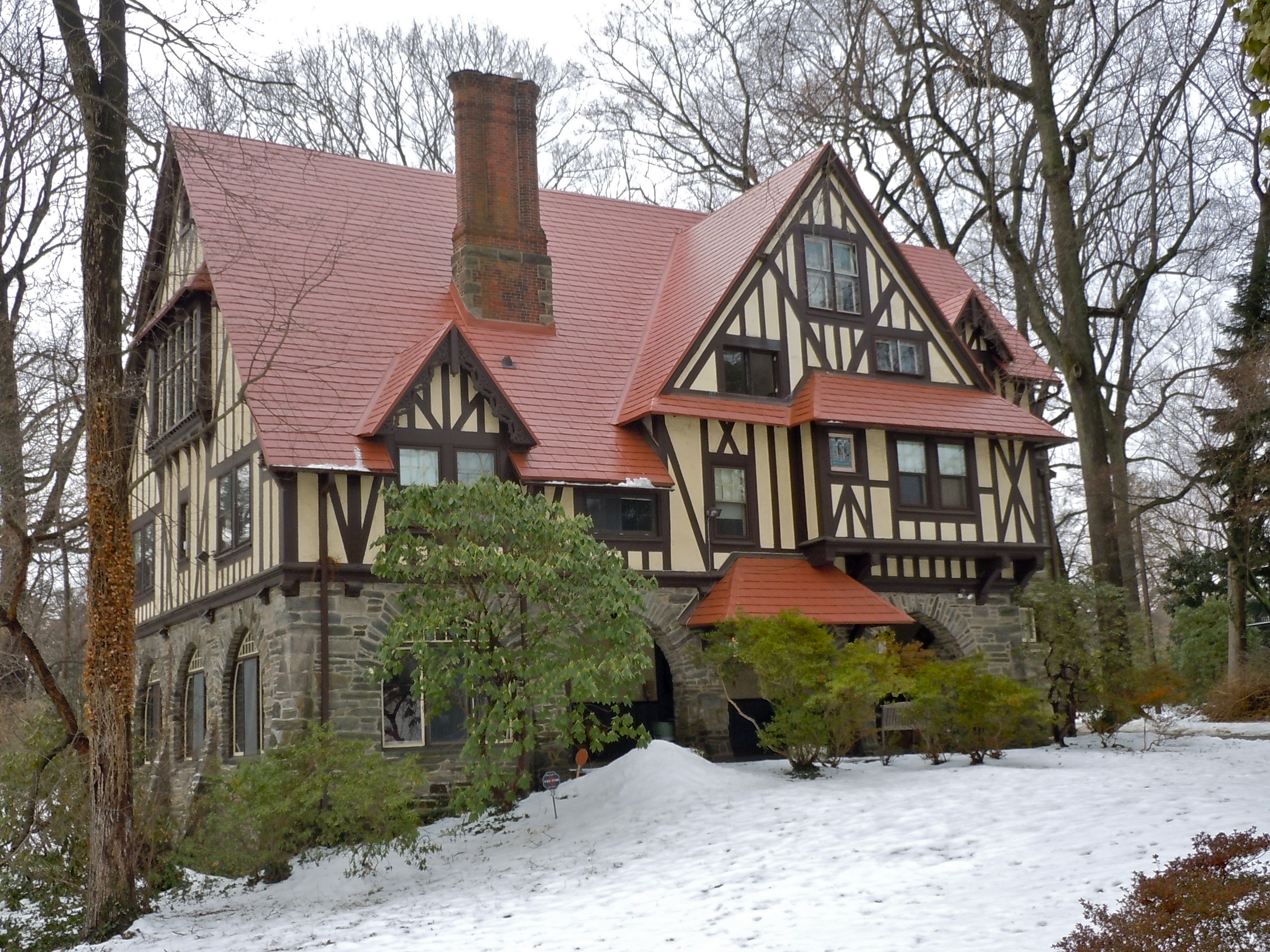
La maison de Chaïm Potok dans la banlieue de Philadelphie.

Chaïm Potok est fils d'immigrants juifs polonais pauvres. Il est l'aîné de quatre enfants, tous devenus rabbins ou ayant épousé des rabbins. Son nom hébreu est Chaïm Tzvi (חיים צבי).
Il est élevé dans la stricte orthodoxie juive.
Après avoir lu le roman d'Evelyn Waugh Retour à Brideshead alors qu'il est adolescent, il décide de devenir écrivain. Il commence à écrire de la fiction à 16 ans. À 17 ans, il tente de se faire publier par le magazine The Atlantic Monthly. Bien que son manuscrit soit rejeté, il reçoit une note de l'éditeur complimentant son travail. En 1949, alors qu'il a 20 ans, ses nouvelles sont publiées dans le magazine littéraire de l'université Yeshiva, qui aide à les publier. En 1950, il reçoit son diplôme avec summa cum laude en littérature anglaise.
Après quatre ans d'études au Jewish Theological Seminary of America, il est ordonné rabbin. Il est nommé directeur du Leaders Training Fellowship, une organisation de jeunesse affiliée au Mouvement Massorti.
Il rencontre Adena Sara Mosevitzsky, une psychiatre et assistante sociale, au Camp Ramah (en) à Ojai en Californie, où il exerce la fonction de directeur de camp (1957–59). Ils se marient le 8 juin 1958 et ont trois enfants.
Après avoir obtenu un master en littérature hébraïque, il s'enrôle dans l'armée américaine comme aumônier. Il sert en Corée du sud de 1955 à 1957. Il décrit cette époque en Corée du Sud comme une expérience transformante. Élevé dans la conviction que le peuple juif était central dans l'Histoire et dans les plans de Dieu, il découvre une région quasiment sans juifs et sans antisémitisme, mais dont les croyants prient avec la même ferveur que celle qu'il avait vue dans les synagogues orthodoxes chez lui.
À son retour, il intègre l'American Jewish University (en) à Los Angeles et devient directeur du camp d'été conservateur juif « camp Ramah » affilié au mouvement Massorti. L'année suivante, il reprend les études à l'université de Pennsylvanie et est nommé chercheur invité au Temple Har Zion de Philadelphie. En 1963, il passe une année en Israël, où il écrit sa thèse de doctorat sur Salomon Maimon et commence à écrire un roman.
En 1964, il déménage à Brooklyn. Il devient le directeur d'édition du magazine Conservative Judaism et membre du Teachers' Institute du Jewish Theological Seminary. L'année suivante, il est nommé directeur en chef de la Jewish Publication Society (en) à Philadelphie et plus tard, directeur du comité de publication. Il reçoit le titre de docteur en philosophie de l'université de Pennsylvanie.
En 1970, il déménage à Jérusalem avec sa famille. Il vit en Israël pendant sept ans, puis revient aux États-Unis, à Philadelphie, en 1977.
Après la publication de Old Men at Midnight, livre contenant trois nouvelles dont The War Doctor et traduit en français sous le titre Le Docteur Rubinov, on lui diagnostique un cancer du cerveau. Il meurt chez lui à Merion, en Pennsylvanie le 23 juillet 2002 à l'âge de 73 ans.

## Carrière littéraire
En 1967, Chaïm Potok publie son roman le plus encensé par la critique, L'Élu. Ce roman a reçu le prix prix Edward Lewis Wallant Award (en) et a été nommé pour le National Book Award. Il en écrit une suite en 1969 intitulée La Promesse, qui plonge dans les problèmes de valeur et d'identité entre Juifs orthodoxes et hassidiques. Cet ouvrage emporte l'Athenaeum Literary Award l'année même de sa publication.
En 1972, il publie Je m'appelle Asher Lev, l'histoire d'un jeune homme se débattant dans la relation avec ses parents, la religion et son amour de l'art. En 1975, il publie Au commencement. Alors qu'il est éditeur chargé des projets spéciaux pour la Jewish Publication Society, il commence à traduire la bible hébraïque en anglais. En 1978, il publie son essai Wanderings: Chaim Potok’s Story of the Jews, un récit historique des Juifs. Il décrit son roman de 1981 Le Livre des lumières comme un compte-rendu de ses expériences en Asie pendant la guerre.
Son roman L'Élu est adapté en film sous le même titre L'Élu sorti en 1981, qui est primé au Festival des films du monde de Montréal. Il y apparaît dans un caméo dans le rôle d'un professeur. Le film est brièvement adapté en comédie musicale puis adapté en pièce de théâtre par Aaron Posner en collaboration avec Chaïm Potok, représentée au Arden Theatre Company de Philadelphie en 1999.
Le roman de 1985 La Harpe de Davida est le seul de ses livres dont le personnage principal est une femme. En 1990, il publie Le Don d'Asher Lev (en), la suite de Je m'appelle Asher Lev.
Chaïm Potok a écrit plusieurs pièces, parmi lesquelles Sins of The Father et Out of The Depths. En 1992, il achève un autre roman, Je suis l'argile, qui traite de la lutte courageuse d'une famille ravagée par la guerre. Son récit pour jeunes gens de 1993 The Tree of Here est suivi par The Sky of Now (1995) et Zebra and Other Stories (1998).

## Influences
Les parents de Chaïm Potok le décourageaient d'écrire et de lire sur des sujets non juifs. Il a passé de nombreuses heures à la bibliothèque publique à lire des romans séculiers. Il citait James Joyce, Thomas Mann, Fiodor Dostoïevski, Ernest Hemingway et Samuel Joseph Agnon comme ses principales influences littéraires. Bon nombre de ses romans sont contextualisés dans des environnements urbains à New York où il a lui-même grandi. Bien qu'il ne soit pas hassidique, il a grandi dans un foyer extrêmement orthodoxe.
Dans Je m'appelle Asher Lev, Asher Lev veut devenir peintre, ce qui cause un grand conflit avec son père qui veut qu'il fasse quelque chose d'autre, comme Chaïm Potok pendant son enfance. Il a déclaré qu'il se rapprochait d'Asher Lev plus que de n'importe quel autre de ses personnages.

## Postérité
Chaim Potok a eu une influence considérable sur les auteurs juifs américains,,. Son travail permet d'aborder le conflit entre les aspects traditionnels de la pensée et de la culture juives et la modernité dans une culture plus vaste et non juive. Il enseigne dans un séminaire universitaire réputé sur le post-modernisme à l'université de Pennsylvanie de 1993 à 2001.
Il lègue ses papiers et documents à l'université de Pennsylvanie où il avait étudié et enseigné. L'université héberge une collection composée de la correspondance de Chaïm Potok, de ses écrits, conférences, sermons, extraits d'articles, souvenirs et courrier d'admirateurs. L'un d'entre eux est Elie Wiesel, qui écrit à Chaïm Potok pour lui dire qu'il avait lu tous ses livres « avec ferveur et amitié. »

## Œuvres
- Jewish Ethics, 1964-69, 14 volumes.
- The Chosen, 1967. Tr. fr. L'Élu, Paris, Calmann-Lévy, 1969. Éd. poche, Paris, 10/18, 1997.
- The Promise, 1969. Tr. fr. La Promesse, Paris, Buchet-Chastel, 1978.
- My Name is Asher Lev, 1972. Tr. fr. Je m'appelle Asher Lev, Paris, Buchet-Chastel, 1973. Éd. poche, Paris, 10/18.
- In the Beginning, 1975. Tr. fr. Au commencement, Paris, Buchet-Chastel, 1976. Éd. poche, Paris, 10/18, 1987.
- The Jew Confronts Himself in American Literature, 1975.
- Wanderings: Chaim Potok's History of the Jews, 1978. Tr. fr. Une histoire du peuple juif, Paris, Ramsay, 1996. Éd. poche, Paris, Presses-Pocket, 1998, coll. "Agora".
- The Book of Lights, 1981. Tr. fr., Le Livre des lumières, Paris, Buchet-Chastel, 1985.
- Davita's Harp, 1985. Tr. fr. La Harpe de Davita, Paris, Buchet-Chastel, 1986.
- Théo Tobiasse, 1986
- The Gift of Asher Lev, 1990. Tr. fr., Le Don de Asher Lev, Paris, Buchet-Chastel, 1990. Éd. poche, Paris, 10/18.
- I Am the Clay, 1992. Tr. fr., Je suis l'argile, Paris, Lattès, 1993. Éd. poche, Paris, Le Livre de Poche, 1995.
- The Tree of Here, 1993. Tr. fr., L'Arbre d'ici, Paris, École des Loisirs, 2000.
- The Sky of Now, 1994. Tr. fr., Le Roi du ciel, Paris, L'École des Loisirs, 2001.
- The Trope Teacher, 1994. Tr. fr., Le Maître de Trope, Paris, Lattès, 1995. Éd. poche, Paris, Le Livre de Poche, 1999.
- The Gates of November, 1996. Tr. fr. Les Portes de novembre, Paris, Lattès, 1997.
- Zebra and Other Stories, 1998. Tr. fr., La Course du zèbre, Paris, L'École des Loisirs, 1999.
- Old Men at Midnight, 2001. Trois nouvelles dont The war doctor, tr. fr., Le Docteur Rubinov, Paris, Buchet-Chastel, 2002.
- L'Arche de Noah, 2001.